# Бортятичі
Бортятичі (також Бартяничі, Боратичі, Бортатиче, пол. Bortatycze) — село в Польщі, у гміні Замостя Замойського повіту Люблінського воєводства. Населення — 380 осіб (2011).

## Історія
1564 року вперше згадується православна церква в селі.
За даними етнографічної експедиції 1869—1870 років під керівництвом Павла Чубинського, у селі здебільшого проживали греко-католики, усе населення розмовляло українською мовою.
У 1932 році поляки в рамках великої акції руйнування українських храмів на Холмщині і Підляшші спалили місцеву православну церкву.
За німецької окупації у селі діяла українська школа.
У 1975—1998 роках село належало до Замойського воєводства.

## Населення
Демографічна структура станом на 31 березня 2011 року:
|          | Загалом | Допрацездатний вік | Працездатний вік | Постпрацездатний вік |
| -------- | ------- | ------------------ | ---------------- | -------------------- |
| Чоловіки | 182     | 50                 | 113              | 19                   |
| Жінки    | 198     | 36                 | 112              | 50                   |
| Разом    | 380     | 86                 | 225              | 69                   |

## Особистості

### Народилися
- Володимир Криницький (1883—1954) — український громадський діяч[6].